# 블랙베리 (영화)
《블랙베리》(영어: BlackBerry)는 2023년 개봉한 캐나다의 전기 코미디 드라마 영화이다. 맷 존슨이 연출하였으며 공동 각본도 맡았다. 휴대 전화 블랙베리의 탄생과 흥망성쇠를 다뤘으며, 원작 논픽션에 느슨하게 기반을 두고 허구화하였다. 2023년 2월 17일 제73회 베를린 국제 영화제에서 전 세계 최초로 상영되었다. 2023년 전미 비평가 위원회에서 그해 최고의 독립영화 10선 중 하나로 선정했다.

## 줄거리
1996년 워털루. 리서치 인 모션(RIM) CEO 마이크 래저리디스와 공동 창업자 더글러스 프리긴은 당시 개발 중이던 휴대 전화 포켓링크(PocketLink)를 팔기 위해 한 제조 회사를 찾았다가 짐 볼슬리를 알게 된다.
야심이 지나쳐 제조 회사에서 해고당한 볼슬리는 래저리디스과 프리긴에게 20,000 달러를 투자할테니 RIM 회사 지분 50%와 CEO 자리를 달라고 제안한다. 프리긴은 펄쩍 뛰고 래저리디스도 망설이지만 당시 믿는 구석이었던 US로보틱스 모뎀 납품 계약이 사기에 가까웠다는 걸 알게 되자 볼슬리를 공동 CEO로 올리고 125,000 달러에 회사 지분 33%를 판다.
RIM에 합류하자마자 회사가 파산 직전이라는 걸 알게 된 볼슬리는 집을 저당잡혀 직원들 월급을 준 뒤 포켓링크 프로토타입을 급조하도록 채찍질한다. 프로토타입은 벨 애틀랜틱스(현 버라이즌 커뮤니케이션스)에 채택되고, 블랙베리로 리브랜딩된 후 큰 성공을 거둔다.
2003년 팜 CEO 칼 얭카우스키가 RIM을 노리고 적대적 인수합병을 추진하자 볼슬리는 이에 대항해 주가를 올리기 위해 래저리디스 몰래 벨 애틀랜틱스 네트워크가 감당 가능한 한도를 한참 넘어서는 규모로 휴대 전화를 대량 판매한다. 이로 인해 네트워크에 과부하가 걸리자 RIM은 복구를 위해 전 세계에서 새 엔지니어들을 끌어모은다. 이들을 관리하기 위해 찰스 퍼디가 COO로 들어와 직원 친화적 회사 문화를 끝장내고, 프리긴은 실망한다.
2007년 스티브 잡스가 터치패드가 달린 아이폰을 발표하며 업계 지각 변동을 예고한다. 이 상황에서 아이스하키 광팬인 볼슬리는 NHL 피츠버그 펭귄스를 사들이는 데 온통 정신이 팔린다. 볼슬리 없이 회의 자리를 갖게 된 래저리디스는 버라이즌에서 신제품 블랙베리 볼드를 신통치 않게 여기자 충동적으로 RIM에서도 터치스크린이 달린 블랙베리 스톰을 개발하겠다고 약속해버린다. 스톰 완성을 위해 퍼디는 중국에 수주를 주는 결정을 내린다. 심리적으로 궁지에 몰린 래저리디스는 말다툼 중 프리긴을 모욕하고, 후에 프리긴은 회사에서 나간다. 아이폰이 위협적인 판매 추이도를 보이자 볼슬리는 동요한다.
볼슬리는 펭귄스가 다른 사람에게 넘어갔으며 그 이유는 그가 연고지를 미국 피츠버그에서 캐나다 해밀턴으로 옮기려고 뒤에서 수작을 부린 사실이 얭카우스키에 의해 폭로됐기 때문이라는 걸 알게 된다. 한편 애플과 파트너십을 체결한 AT&T CEO는 볼슬리와 만나기를 거절하며 통화량보다 데이터 사용량이 우선시되는 세상이 되었음을 지적한다. 그 사이 미국 증권거래위원회(SEC)는 볼슬리가 2003년 불법 소급 적용한 스톡 옵션으로 미국 엔지니어들을 헤드헌팅한 사실을 밝혀내고 RIM을 급습하여 소송을 예고한다. 래저리디스가 볼슬리를 SEC에 넘기면서 래저리디스는 RIM에서 유일한 CEO가 된다.
일 년 뒤 중국에서 제조한 스톰이 도착하지만 전부 저질 불량품들이라는 게 판명된다.
클로징 타이틀은 후에 버라이즌이 결국 재정 손실을 이유로 RIM을 고소했고 래저리디스는 2012년 사임했으며 볼슬리는 감옥행을 피했고 프리긴은 2007년에 회사 주식을 팔아 부유해졌음을 알린다. 최전성기에 블랙베리는 휴대 전화 시장에서 45%를 점유하였지만 생산이 끝난 현재는 0%이다.

## 출연진
- 제이 배러셸 - 마이크 래저리디스 역
- 글렌 하워턴 - 짐 볼슬리 역
- 맷 존슨 - 더글러스 "더그" 프리긴 역
- 리치 서머 - 폴 스태노스 역: 구글 출신 엔지니어.
- 마이클 아이언사이드 - 찰스 퍼디 역
- 마틴 도너번 - 릭 브록 역
- 성원 조 - 리치 청 역: 엔지니어.
- 마크 크리치 - 게리 베트먼 역
- 솔 루비넥 - 존 우드먼 역
- 케리 엘위스 - 칼 얭카우스키 역